# Cyclemys pulchristriata
Espèce
Statut CITES
Cyclemys pulchristriata est une espèce de tortues de la famille des Geoemydidae.

## Répartition

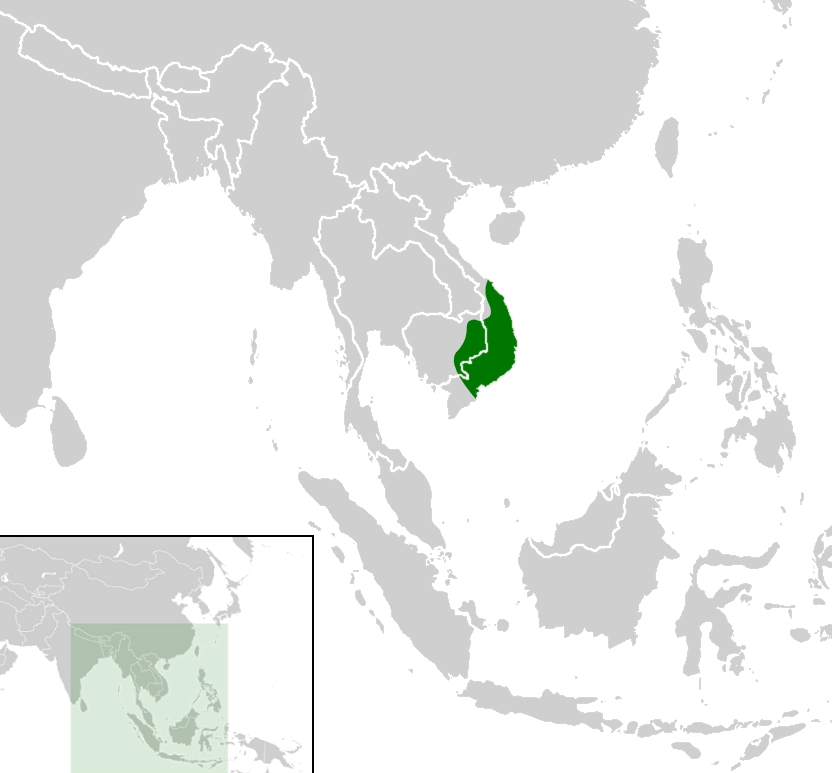
Distribution

Cette espèce se rencontre au Viêt Nam et au Cambodge.

## Publication originale
- Fritz, Gaulke & Lehr, 1997 : Revision der südostasiatischen Dornschildkröten-Gattung Cyclemys Bell 1834, mit Beschreibung einer neuen Art. Salamandra, vol. 33, no 3, p. 183-212 (texte intégral]).